# Words of Wisdom
Words of Wisdom je první studiové album maďarské power metalové kapely Wisdom. Album vypráví příběh fiktivní postavy, maskota kapely zvaného Wiseman.

## Příběh
Na každém albu skupiny pokračuje příběh maskota Wisemana jakožto koncept celého alba:
"Dlouhé roky uplynuly od doby, kdy starý moudrý muž uprchl. Jak čas plynul, moc zlých sil stále více barbarsky rostla a těch pár, kteří byli dost silní na to, aby odolali a nepodřídili se, byli instinktivně vedeni k hledání vědění, které by je vedlo k lepší budoucnosti. Během svého dlouhého, osamoceného vyhnanství našel Wiseman mír v hlubinách dlouho zapomenutého, mystického lesa. Věděl, že ti, co hledají pravdu, jej brzy najdou a tak je bude moci učit starobylé myšlenky ze své knihy Words Of Wisdom, jež byla zachráněna z plamenů, aby lidem dala naději v temných dobách." -druhá část příběhu

(převzato z Wisdom, překlad z bookletu alba)

## Seznam písní
1. Holy Vagabond
2. Reduced to Silence
3. Masquerade
4. Wisdom
5. Victory
6. Take Our Soul
7. Sands of Time
8. Unholy Ghost
9. Wheels of the War
10. Wiseman Said
11. Words of Wisdom[1]

## Obsazení
- István Nachladal – zpěv
- Gábor Kovács – kytara
- Zsolt Galambos – kytara
- Máté Molnár – basová kytara
- Péter Kern – bicí[2]

## Přispěvatelé (další osoby)
- Nikola Mijic (zpěv)
- Szinyeri Tündi (zpěv)
- Kökény Pál (zpěv)
- Pádár Nóri (zpěv)
- Horváth (Pityesz) István (zpěv)
- Minerva Pappi (mastering)
- Havancsák Gyula (grafika obalu)
- Kovács Gábor (multimédia)
- Horváth András (videoklipy)

## Bonusy
1. Videoklipy k písním Unholy Ghost a Strain of Madness
2. Multimédia